# Osviel Hernández
Osviel Hernández (ur. 31 maja 1989) – kubański lekkoatleta specjalizujący się w trójskoku.
W 2008 roku zdobył w Bydgoszczy srebrny medal podczas mistrzostw świata juniorów, przegrywając tylko z Francuzem Teddym Tamgho.
Rekord życiowy: 17,49 (3 lutego 2012, Hawana).

## Osiągnięcia
| Rok  | Impreza                     | Miejsce   | Lokata     | Wynik  |
| ---- | --------------------------- | --------- | ---------- | ------ |
| 2008 | Mistrzostwa świata juniorów | Bydgoszcz | 2. miejsce | 16,90w |